# ベルベット (バンド)
ベルベット は、日本のインディーズヴィジュアル系ロックバンド。

## 概要
2009年結成。1月より活動開始。始動主催イベントは完売。
2012年7月に新メンバーとしてKaie、ュゥナが加入し、現在の体制となる。
2014年3月解散。

## メンバー
Vocal：リウキ（りうき）
- 9月5日生まれ O型

Guitar：Kaie（かいえ）
- 9月27日生まれ A型

Guitar：ュゥナ（ゆうな）
- 2月8日生まれ A型

Bass：猟平(りょうへい)
- 8月5日生まれ B型

Drums：ナツカ（なつか）
- 8月19日生まれ AB型

## ディスコグラフィ

### シングル
1. 03/08（2009年4月8日）500枚限定(流通版) 完売
2. 蜻蛉（2009年7月15日）1,000枚限定(流通版) 完売
3. 六畳一間ノ隠リ唄（2009年8月19日）1,000枚限定（流通版） 完売
4. 悩殺スパンコォル・バグ（2010年1月20日）1000枚限定（流通版）完売
5. 東京（2011年9月22日）
6. GAIN COЯE（2011年9月14日）
7. 蠍（2012年11月28日）
8. マホロバ（2012年12月19日）
9. Medicine（2013年1月30日）

### アルバム
1. 閥（2010年4月21日）2,000枚限定（流通版）
2. 鬼凛（2011年4月20日）
3. Яe:set（2013年8月14日）

### 会場限定CD
1. エリオット（2009年1月6日）200枚会場限定 完売
2. M・D・P（2009年2月9日）200枚会場限定 完売
3. テノヒラ（2010年11月10日）200枚会場限定 完売
4. 鬼（2010年11月17日）200枚会場限定 完売T
5. freesia（2010年11月24日）200枚会場限定 完売
6. Red Voice（2010年12月1日）200枚会場限定 完売
7. 遊雪モノクローム（2011年1月12日）200枚渋谷O-WESTワンマン会場限定 完売